# Acrochaene
Acrochaene é um género botânico pertencente à família das orquídeas (Orchidaceae).
Espécies endémicas da região do Himalaia. Anteriormente estavam incluidas no gênero Bulbophyllum.

## Sinonímia
- Monomeria Lindl.

## Espécies
O gênero Acrochaene possui 1 espécie reconhecida atualmente.
- Acrochaene punctata Lindl.